# Богомолов, Борис Павлович
Борис Павлович Богомолов  (31 июля 1930, Астрахань — 12 ноября 2022, Москва) — советский и российский учёный, доктор медицинских наук, профессор, специалист в области инфекционных болезней, член-корреспондент РАМН (до объединения РАН и РАМН) (2004), член-корреспондент РАН (2014), лауреат Премии Правительства РФ (1996).

## Биография
Борис Павлович Богомолов родился 31 июля 1930 г. в Астрахани.
В 1955 году с отличием окончил Астраханский медицинский институт.
В 1964—1975 гг. — заведующий кафедрой инфекционных болезней Астраханского медицинского института.
В 1970 г. принимал активное участие в ликвидации эпидемии холеры в Астраханской области.
В 1973 защитил диссертацию «Клинико-иммунологическая характеристика вирусного гепатита (Вопросы иммунопатологии и иммунодиагностики)» на соискание степени доктора медицинских наук.
С 1975 г. работал в Центральной клинической больнице Медицинского центра Управления делами Президента в должностях: заведующий инфекционным отделением, заместитель главного инфекциониста, научный руководитель по инфекционным болезням.
В 2004 году избран членом-корреспондентом Российской академии медицинских наук, а с 2014 году — членом-корреспондентом Российской академии наук.
Скончался 12 ноября 2022 года. Похоронен в Москве на Троекуровском кладбище (участок 35).

## Научная деятельность
Научная деятельность Бориса Павловича Богомолова посвящена изучению патогенеза, клиники, диагностики и лечения инфекционных болезней. Под его руководством проводились исследования состояния гемореологии и микроциркуляции у больных вирусными инфекциями, разработана тактика лечения больных с бронхо-лёгочными осложнениями.
Б. П. Богомолов много лет изучал клинические проявления инфекционных болезней, кишечного биоценоза у больных дизентерией. Он предложил дифференцированное лечение больных хроническими колитами с использованием различных биопрепаратов (бификол, колибактерин, бифидумбактерин), доказал высокую эффективность молочно-кислого колибактерина. Тесты иммунохимического контроля течения вирусных гепатитов (гепатокарцинома, цирроз), которые разработал Б. П. Богомолов, нашли своё отражение в его докторской диссертации. Многочисленные экспериментальные исследования, которые он проводил, были связаны с клиникой инфекционных болезней.
Б. П. Богомолов в 1969 году вместе с группой исследователей, руководимых академиком РАМН М. П. Чумаковым, впервые в СССР участвовал в описании клиники лихорадки Западного Нила. В 1994 г. им был поставлен диагноз висцерального лейшманиоза москвичу, приехавшему из Крыма, где это заболевание не регистрировалось ранее.
Практическая работа, проводившаяся во время ликвидации вспышки холеры в Астрахани в 1970 г., где Борис Павлович оказался одним из первых врачей-инфекционистов, которые приняли участие в лечении больных холерой, дала направление в научном исследовании, которые были высоко оценены: Б. П. Богомолову была присуждена премия Правительства РФ.

## Основные труды
- Богомолов, Б. П. Инфекционные болезни: неотложная диагностика, лечение, профилактика — Москва: Ньюдиамед, 2007. С. 636—649. ISBN 978-5-88107-0.
- Богомолов, Б. П. Холера Эль-Тор в Астрахани: (взгляд врача участника ликвидации 40 лет спустя). — Москва; Тверь: Триада, 2010. — 271 с. ISBN 978-5-94789-415-8.
- Богомолов, Б. П. Инфекционные болезни: [учеб. для мед. вузов]. — Москва: Издательство МГУ, 2006. — 583 с. (Классический университетский учебник). ISBN 5-211-05128-9.
- Богомолов, Б. П. Холера: клиника, диагностика, лечение: опыт ликвидации в Волжском Понизовье (г. Астрахани и области) эпидемической вспышки холеры, вызванной вибрионом Eltor серотипа Инаба. — Изд. 2-е, испр. и доп. — Москва; Тверь: Триада, 2012. С. 300—306. ISBN 978-5-94789-539-1.
- Богомолов, Б. П. Дифференциальная диагностика инфекционных болезней, протекающих с геморрагическим синдромом // Терапевтический архив, 1998. N 4. С.63-68.
- Богомолов, Б. П. Дифференциальная диагностика болезней, протекающих с желтухой // Хирургия, 2005. N 9. С.57-62.
- Богомолов, Б. П., Сорокина А. А. Вич-инфекция у больного с направительным диагнозом ангина // Клиническая медицина. — 2013, № 12. С.71.[7].